# Парламентские выборы в Габоне (1990)
Парламентские выборы в Габоне 1990 года были первыми с 1967 года многопартийными выборами. Первый тур прошёл 16 сентября 1990 года и второй тур должен был состояться через неделю. Однако, результаты в 32 из 120 избирательных округов были аннулированы после публичных протестов, на которых заявляли о фальсификациях со стороны Габонской демократической партии и второй тур был перенесён. Перевыборы состоялись 21 октября, а второй тур - 28 октября.
В выборах участвовало 13 партий и 553 кандидата в депутаты Национального собрания Габона. Габонская демократическая партия выиграла 63 из 120 мест и осталась правящей партией.

## Результаты
| Партия                                                                            | Голоса | % | Места | +/–   |
| --------------------------------------------------------------------------------- | ------ | - | ----- | ----- |
| Габонская демократическая партия                                                  |        |   | 63    | –57   |
| Национальное движение лесорубов — Ралли за Габон                                  |        |   | 20    | новая |
| Габонская прогрессивная партия                                                    |        |   | 18    | новая |
| Движение за национальное очищение                                                 |        |   | 7     | новая |
| Ассоциация за социализм в Габоне                                                  |        |   | 6     | новая |
| Габонский социалистический союз                                                   |        |   | 4     | новая |
| Круг за обновление и прогресс                                                     |        |   | 1     | новая |
| Габонский союз за демократию и развитие                                           |        |   | 1     | новая |
| Всего                                                                             |        |   | 120   | 0     |
| Источник: Межпарламентский союз Архивная копия от 10 июня 2011 на Wayback Machine |        |   |       |       |